# Wyl·lieïta
La wyl·lieïta és un mineral de la classe dels fosfats, que pertany i dona nom al grup de la wyl·lieïta. Rep el seu nom en honor de Peter John Wyllie (1930-), professor de geologia de la Universitat de Chicago entre els anys 1965 i 1983, i de l'Institut Tecnològic de Califòrnia entre 1984 i el 1999, pel seu treball sobre la fosa del granit en condicions seques i aquoses. Va rebre la Medalla Roebling l'any 2001.

## Característiques
La wyl·lieïta és un fosfat de fórmula química (Na,Ca,Mn2+,◻)₂Mn2+
2Al(PO₄)₃. Va ser aprovada com a espècie vàlida per l'Associació Mineralògica Internacional l'any 1972, i publicada per primera vegada l'any següent. Cristal·litza en el sistema monoclínic. La seva duresa a l'escala de Mohs es troba entre 4 i 4,5. Forma sèries de solució sòlida amb la ferrowyl·lieïta i amb la rosemaryita. L'exemplar que va servir per a determinar l'espècie, el que es coneix com a material tipus, es troba conservat al Museu Nacional d'Història Natural dels Estats Units, a Washington DC, amb el número de catàleg 162557.
Segons la classificació de Nickel-Strunz, la wyl·lieïta pertany a «08.AC: Fosfats, etc. sense anions addicionals, sense H₂O, amb cations de mida mitjana i gran» juntament amb els següents minerals: howardevansita, al·luaudita, arseniopleïta, caryinita, ferroal·luaudita, hagendorfita, johil·lerita, maghagendorfita, nickenichita, varulita, ferrohagendorfita, bradaczekita, yazganita, groatita, bobfergusonita, ferrowyl·lieïta, qingheiïta, rosemaryita, ferrorosemaryita, qingheiïta-(Fe2+), manitobaïta, marićita, berzeliïta, manganberzeliïta, palenzonaïta, schäferita, brianita, vitusita-(Ce), olgita, barioolgita, whitlockita, estronciowhitlockita, merrillita, tuïta, ferromerrillita, bobdownsita, chladniïta, fil·lowita, johnsomervilleïta, galileiïta, stornesita-(Y), xenofil·lita, harrisonita, kosnarita, panethita, stanfieldita, ronneburgita, tillmannsita i filatovita.

## Formació i jaciments
Va ser descoberta a la mina Old Mike, a la localitat de Custer, que pertany al districte i al comtat del mateix nom, a Dakota del Sud, Estats Units. Sol trobar-se associada a altres minerals com: scorzalita, sarcòpsid, graftonita i arrojadita-(KFe), normalment en masses i cristalls bruts de fins a 10 cm. Als territoris de parla catalana ha estat descrita a Argelers de la Marenda i a Cotlliure, al departament francès dels Pirineus Orientals, i al Cap de Creus, a Cadaqués (província de Girona).